# Caladenia gracilis
Caladenia gracilis är en orkidéart som beskrevs av Robert Brown. Caladenia gracilis ingår i släktet Caladenia och familjen orkidéer. Inga underarter finns listade i Catalogue of Life.

## Bildgalleri

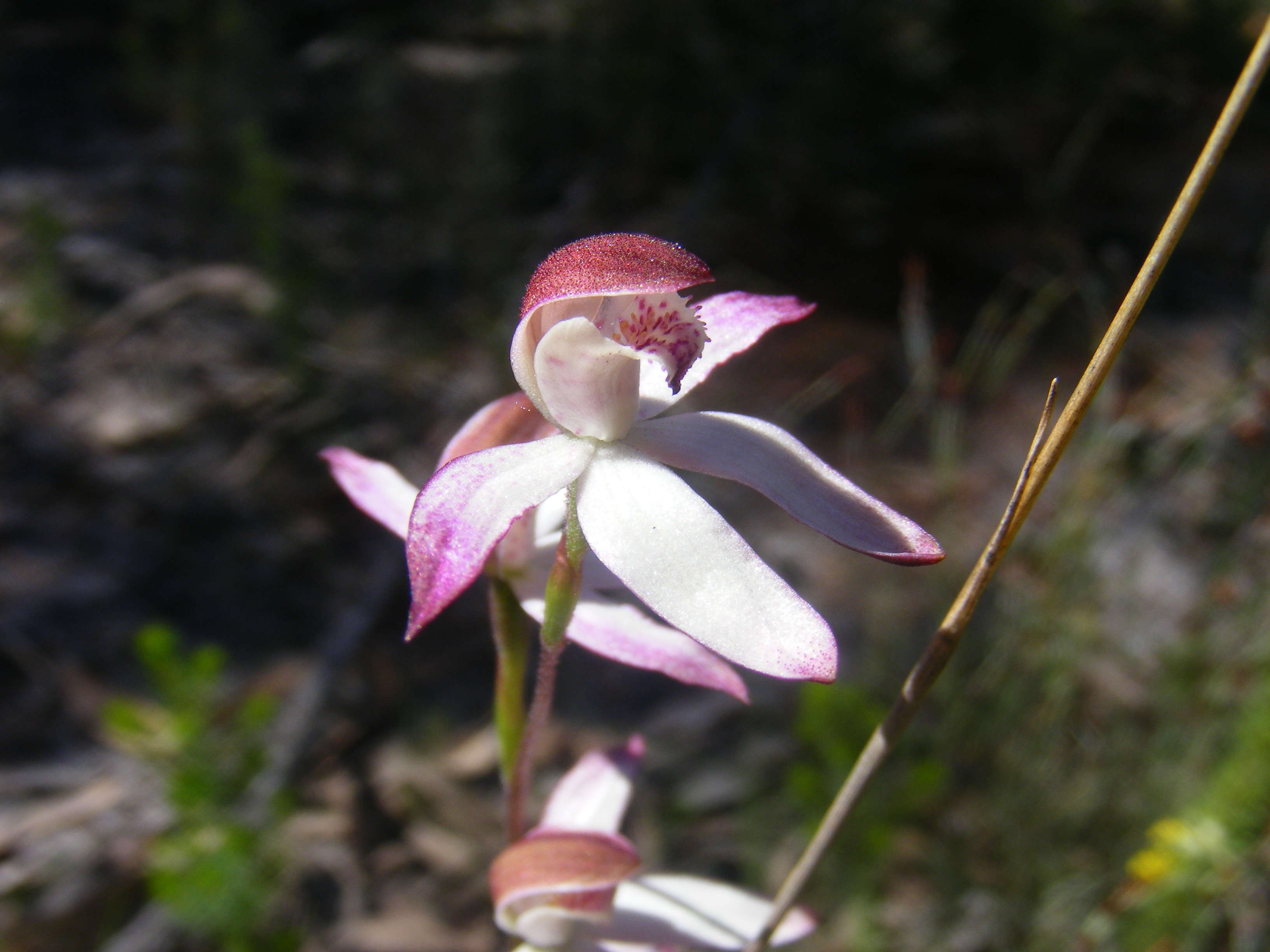
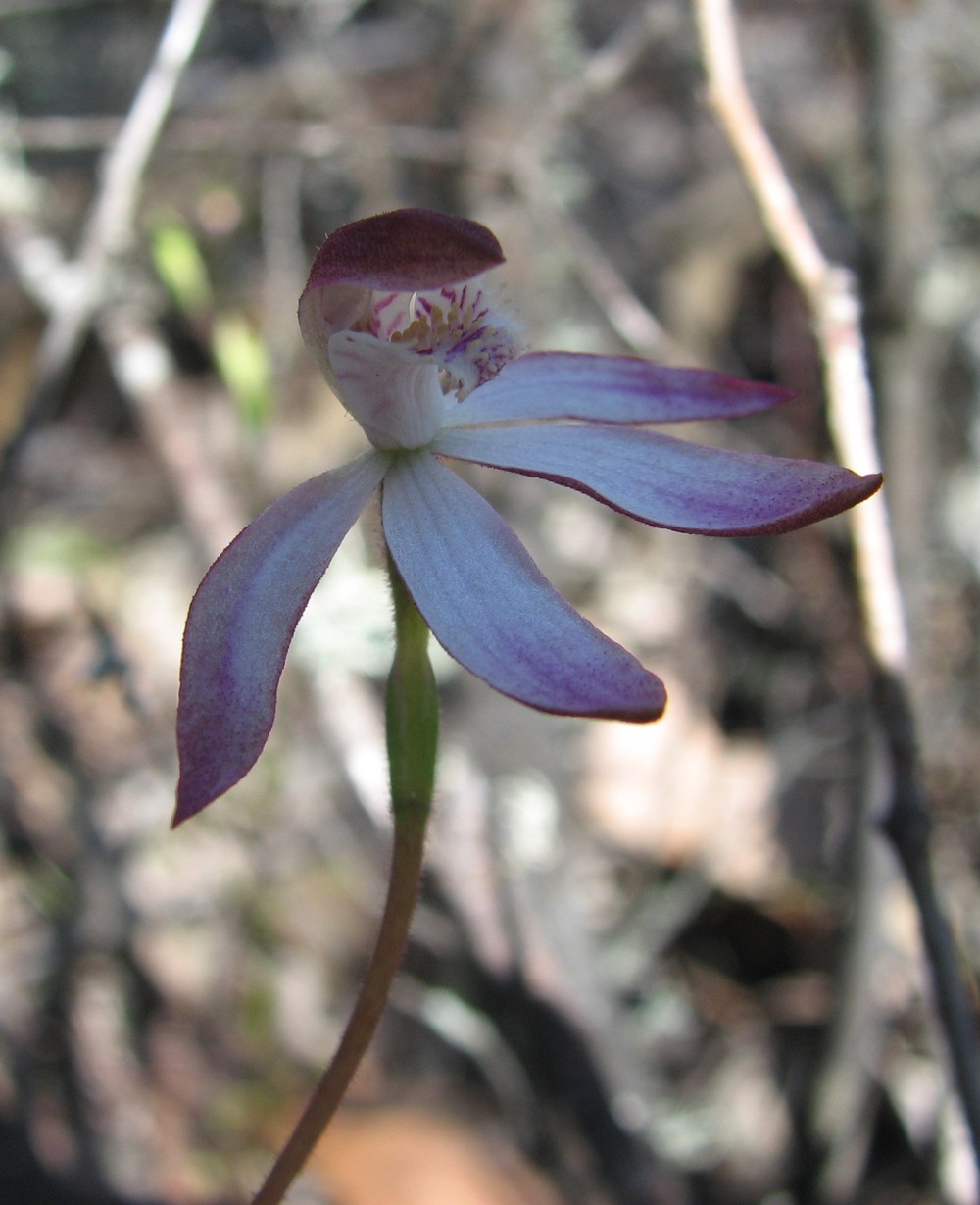